# 特里溫福 (南里奧格蘭德州)
29°56′34″S 51°43′4″W / 29.94278°S 51.71778°W
特里溫福（葡萄牙語：Triunfo）是巴西的城鎮，位於該國南部，由南里奧格蘭德州負責管轄，始建於1754年3月11日，面積823平方公里，海拔高度31米，2010年人口25,811，人口密度每平方公里31.35人。